# Saarinen (sjö i Lestijärvi, Mellersta Österbotten, Finland)
Saarinen eller Saarijärvi är en sjö i Finland. Den ligger i kommunen Lestijärvi i landskapet Mellersta Österbotten, i den centrala delen av landet, 400 km norr om huvudstaden Helsingfors. Saarinen ligger 168 meter över havet. Arean är 4,7 hektar och strandlinjen är 0,99 kilometer lång. Sjön  ingår i Lesti å huvudavrinningsområde. 